# Climate Feedback
Climate Feedback est un site Web fondé en 2015 par Emmanuel Vincent, docteur en océanographie et climat de l'université Pierre-et-Marie-Curie, afin de vérifier la couverture médiatique anglo-saxonne liée au réchauffement climatique.

## Contenu
Climate Feedback recherche les meilleurs climatologues dans les domaines pertinents pour évaluer la crédibilité et l'exactitude des articles des médias sur ce sujet,,.
Il vérifie un ou deux articles par semaine. En règle générale, un contenu sera examiné par cinq ou six scientifiques, mais il y a eu jusqu'à 17 scientifiques pour un article particulièrement long. Selon Climate Feedback, chaque intervenant doit détenir un doctorat et être publié dans des revues scientifiques de premier plan à comité de lecture.
Climate Feedback a identifié des erreurs dans le contenu publié par des médias tels que Fox News, The Wall Street Journal, The Mail on Sunday et le magazine New York,.
Le Guardian l'a qualifié de « source hautement respectée et influente ».
Climate Feedback fait partie de la base de données des sites de vérification des faits du Reporters' Lab de l'université Duke.
Les évaluations de Climate Feedback sont utilisées en partenariat avec Facebook pour identifier les fausses nouvelles et leur donner une importance plus basse dans son fil d'actualité,.